# آزادماهی (رنگ)

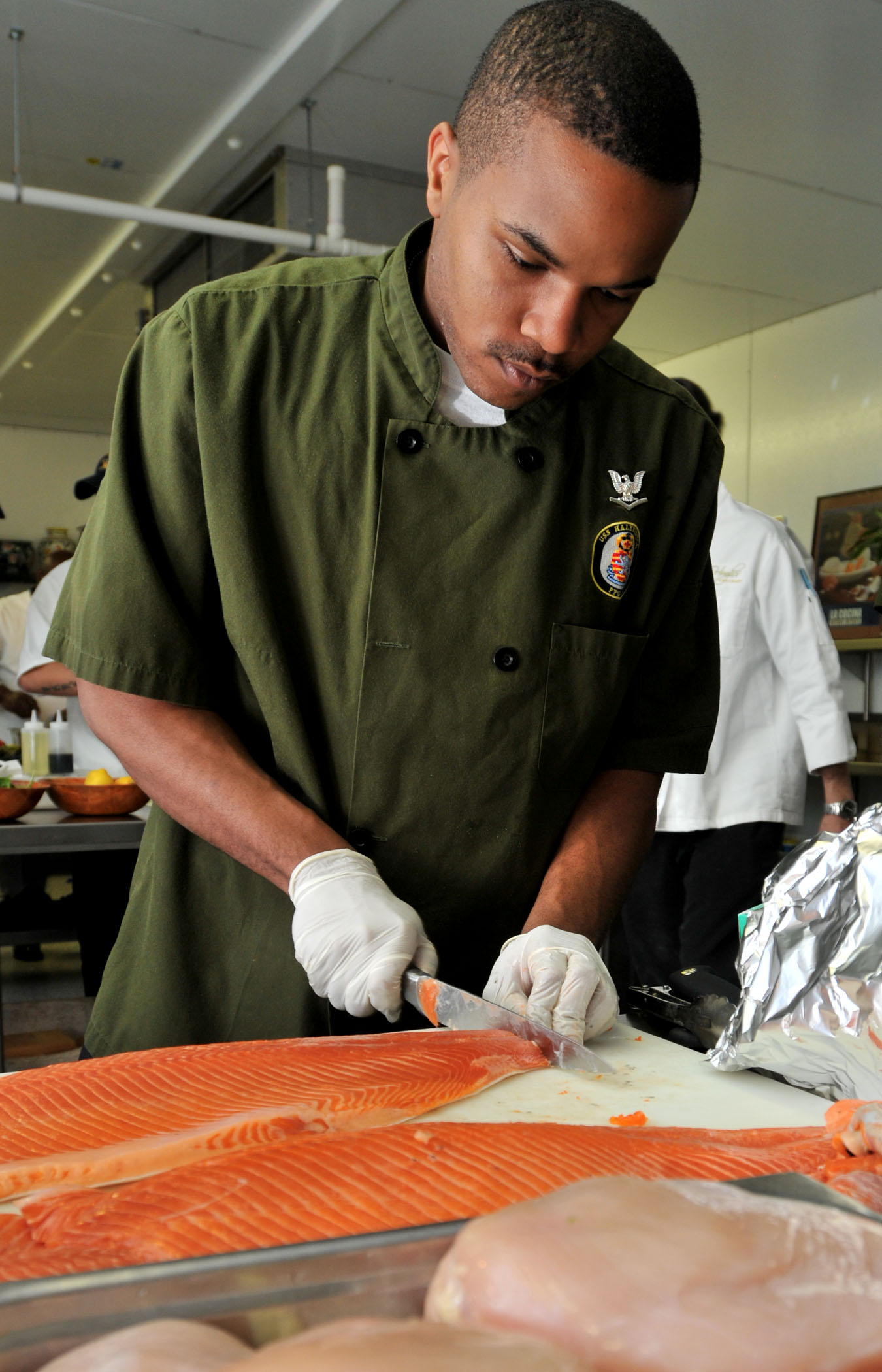
رنگ گوشت ماهی آزاد

آزادماهی طیفی از رنگ‌های صورتی-نارنجی تا صورتی روشن است که از رنگ گوشت ماهی آزاد نام‌گذاری شده‌است.
نخستین استفاده ثبت‌شده از آزادماهی به عنوان نام رنگ در انگلیسی در سال ۱۷۷۶ بود.